# Lucifer (formație)
Λucifer (リュシフェル Ryushiferu?) a fost o formație japoneză de Visual kei formată în anul 1999. 

## Istorie
Trupa, un astfel de concept este format. Ei sunt "trupa anime fictiv care a apărut în lumea reală." Apropo, aceasta este ceea ce desen animat de Mayu Shinjo, intitulat "Kaikan Phrase" a devenit anime. Membrii s-au dat același nume ca și personaje de desene animate. Cu toate acestea, cantareata a devenit un nume real. În septembrie 1999, trupa a lansat un singur debut. Acesta a fost titlul de "Datenshi Blue". Aceasta, desigur, este renumit in randul fanilor ca tema cântec al trupei. De atunci, ea combină elemente de hard rock și rock alternativ, trupa a lansat o mulțime de muzică de înaltă calitate. Trupa sa despărțit în ianuarie 2003. Chiar și temporar, trupa a fost înviat în 2010 și 2012.

## Trivia
Tomonori Taguchi este aranjor uneori al trupei AKB48.

## Membri
- Makoto "Makoto" Koshinaka - Voce
- Masahiko "Yuki" Yuuki - Chitară
- Daisuke "Atsuro" Kato - Chitară
- Tomonori "Towa" Taguchi - Chitară bas
- Toru "Santa" Abe - Tobe

## Discografie[4]

### Albume-uri
- Limit Control (1999)
- Beatrip (2001)
- Element Of Love (2002)
- The Best (2002)

### Single-uri
- Datenshi Blue (1999)
- C no Binetsu (1999)
- Tokyo Illusion (2000)
- Carnation Crime (2000)
- Junk City (2000)
- Tsubasa (2000)
- Hypersonic Soul (2001)
- Regret (2002)
- Realize (2002)

### DVD
- Film〜Escape 2 (2000)
- Be-Trip Tour 2001 (2001)
- Film〜Escape 2 (2001)
- Last Tour 2002-2003 Energy Tour Final at Tokyo Kokusai Forum (2003)